# 因弗兰提省
因弗兰提省（波蘭語：Województwo inflanckie），或称为立窝尼亚省，被称为波属立窝尼亚，是1620年代独立于文登省，在1772年第一次瓜分波兰时撤销的波兰立陶宛联邦行政区划和地方政府。因弗兰提省是在波兰立陶宛联邦中几个由波兰和立陶宛共同管理的地区之一。
因弗兰提省，在1660年后有时候暗指为因弗兰提公国，为立窝尼亚公国的被波兰立陶宛联邦保留的地区中的一小部分，立窝尼亚公国在1621年至1625年的波瑞战争中被瑞典帝国征服。
省总督所在地为蒂尼堡（陶格夫匹尔斯）。
该省名字Inflanty源于波兰化的利夫兰（Livland），而利夫兰为Livonia的德语名。在现在，该地区属于拉脱维亚，被称为拉特加尔。

## 省总督
这是因弗兰提省省总督列表：
1. 耶日·法伦斯巴赫
2. 马切·登布灵斯基
3. 克尔基施托夫·斯乌施卡
4. 条多尔·登荷夫
5. 约阿希姆·塔尔诺夫斯基
6. 托马什·萨佩哈
7. 帕维夫·萨佩哈
8. 米科瓦耶·科尔夫特
9. 普洛泽科瓦夫·莱什琴斯基
10. 亚历山大·莫尔施林
11. 扬·条多尔
12. 耶日·普瓦特姆
13. 奥托·弗雷德里克·法尔基尔加姆布
14. 扬·科斯
15. 耶德尔泽耶·郭波茨基
16. 皮奥特尔·普洛泽本多夫斯基
17. 安东尼·莫尔施提恩
18. 威廉·普瓦特姆
19. 扬·波尔赫
20. 斯坦尼斯瓦夫·波罗佐斯托夫斯基
21. 约加法特·（扬）·奇博格
22. 加斯帕尔·洛加灵斯基
23. 亚当·法尔基尔加姆布